# Laçın
Laçın o Berdjor o ancora Berdzor (in armeno Բերձոր?) è un comune azero, capoluogo del distretto omonimo.
Prima dell'esodo della popolazione di lingua armena, la città contava circa 1 900 abitanti.

## Storia
Fino al 1923 la città era conosciuta con il nome di Abdalyar. Il 7 luglio acquisì il nome curdo di Laçın e divenne la capitale dello Uyezd del Kurdistan, più conosciuto con il nome di "Kurdistan Rosso" che fu sciolto nel 1929. La maggior parte della popolazione curda venne sostituita da popolazione di etnia azera.
Nel maggio 1992, nel corso della prima guerra del Nagorno Karabakh, l'Esercito di difesa del Nagorno Karabakh, dopo aver conquistato Shushi nel corso della battaglia dell'8 maggio, occupò Laçın e liberò l'omonimo corridoio. È stata capitale per due giorni della Repubblica curda di Lachin.
Dalla fine della Prima guerra del Nagorno Karabakh al 2020, portò il nome di Berdzor e fu una comunità urbana della Regione di Kashatagh dell'Artsakh, con titolo di capoluogo.

## Infrastrutture e trasporti
Fino al primo settembre 2017, la strada che la congiungeva alla città armena di Goris era l'unico accesso rotabile per la repubblica dell'Artsakh: questa circostanza aveva da un lato giovato all'economia locale, ma d'altra parte aveva trasformato la città in un mero luogo di transito verso Step'anakert che dista circa cinquanta chilometri. In tale data fu inaugurato il nuovo collegamento stradale tra Martakert e Vardenis in Armenia, attraverso il passo Sodk, riducendo così il flusso veicolare sul vecchio tracciato.

## Galleria d'immagini

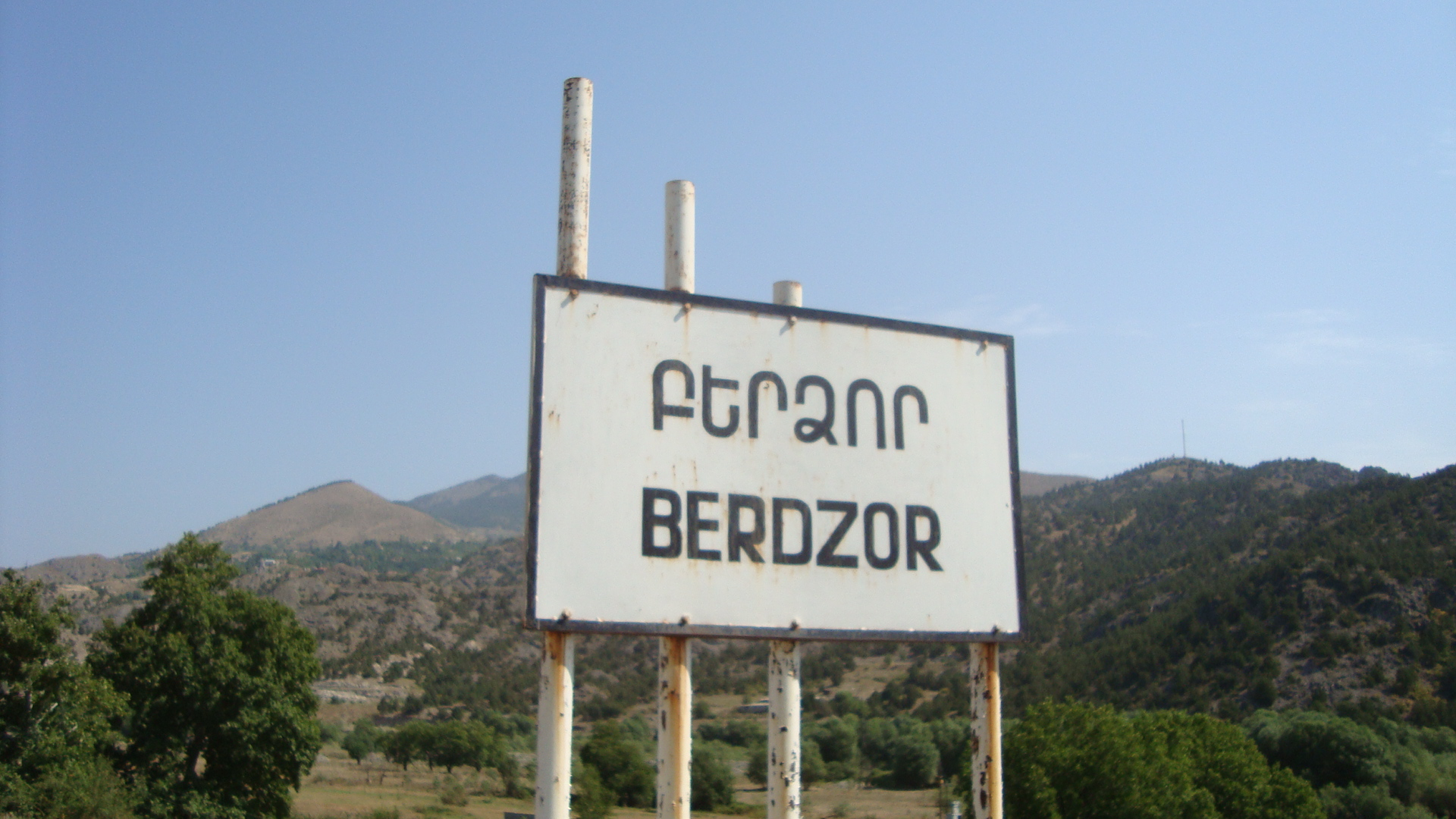
Cartello stradale con la traslitterazione Berdzor
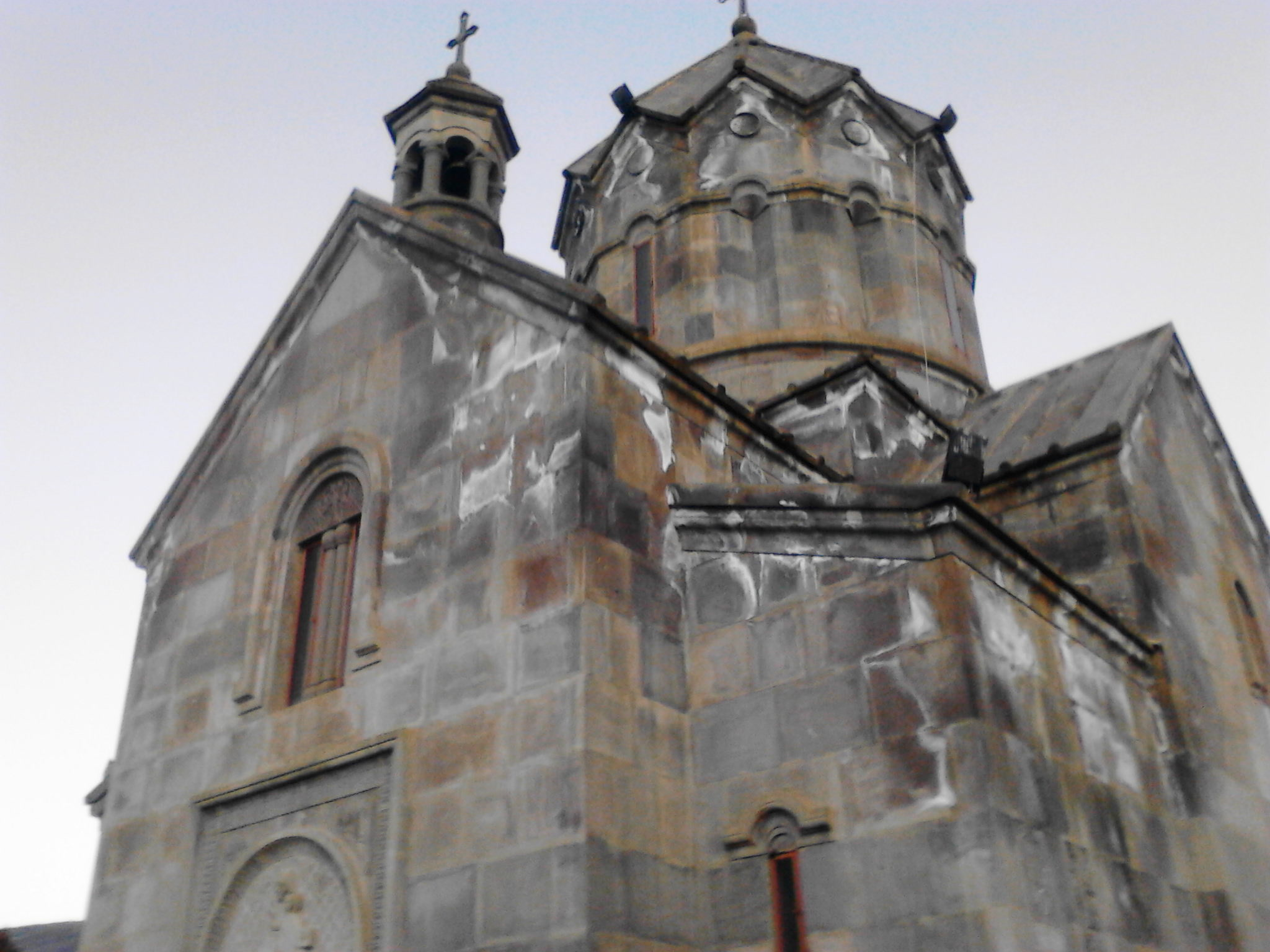
Chiesa
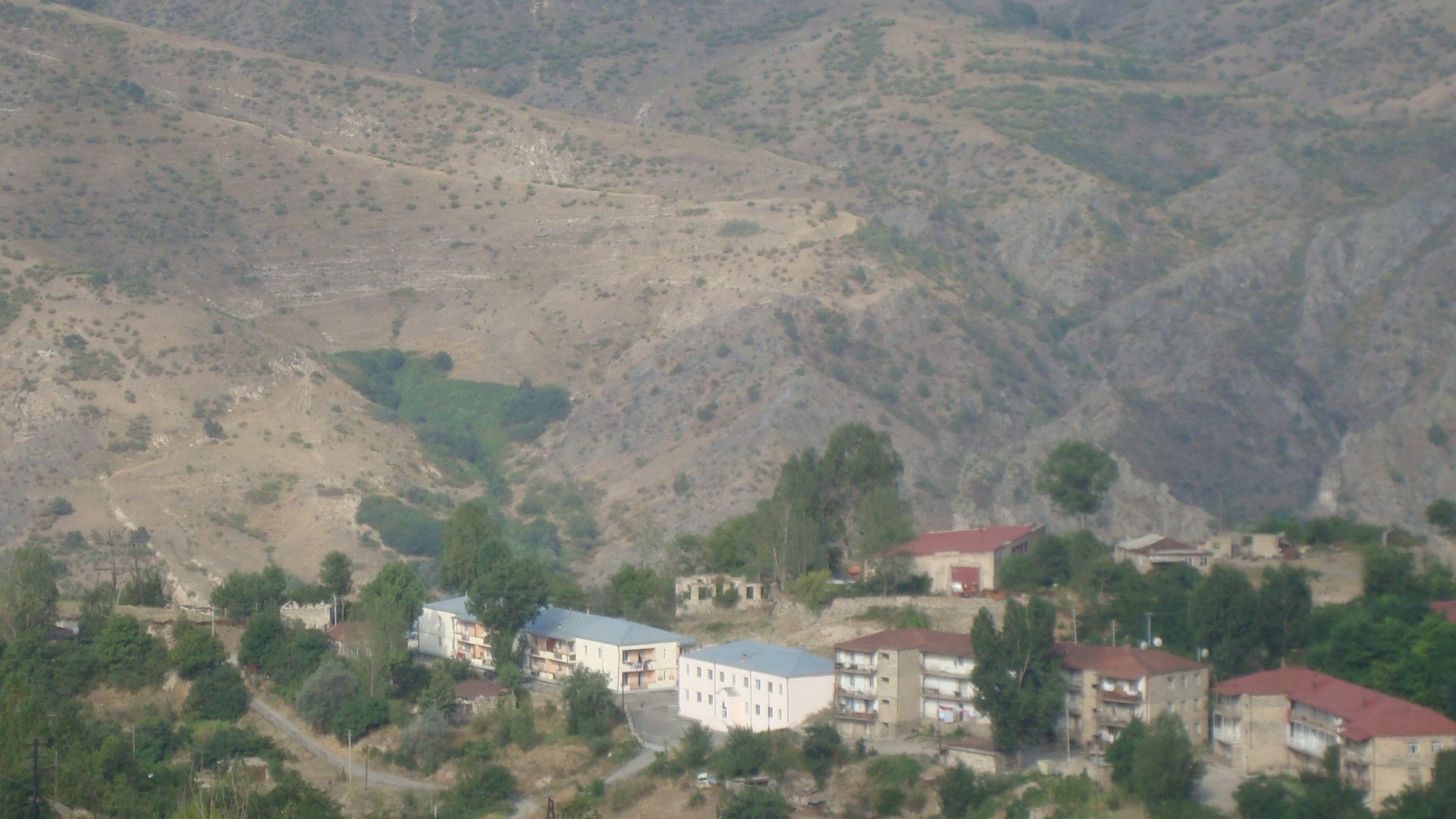
Panorama
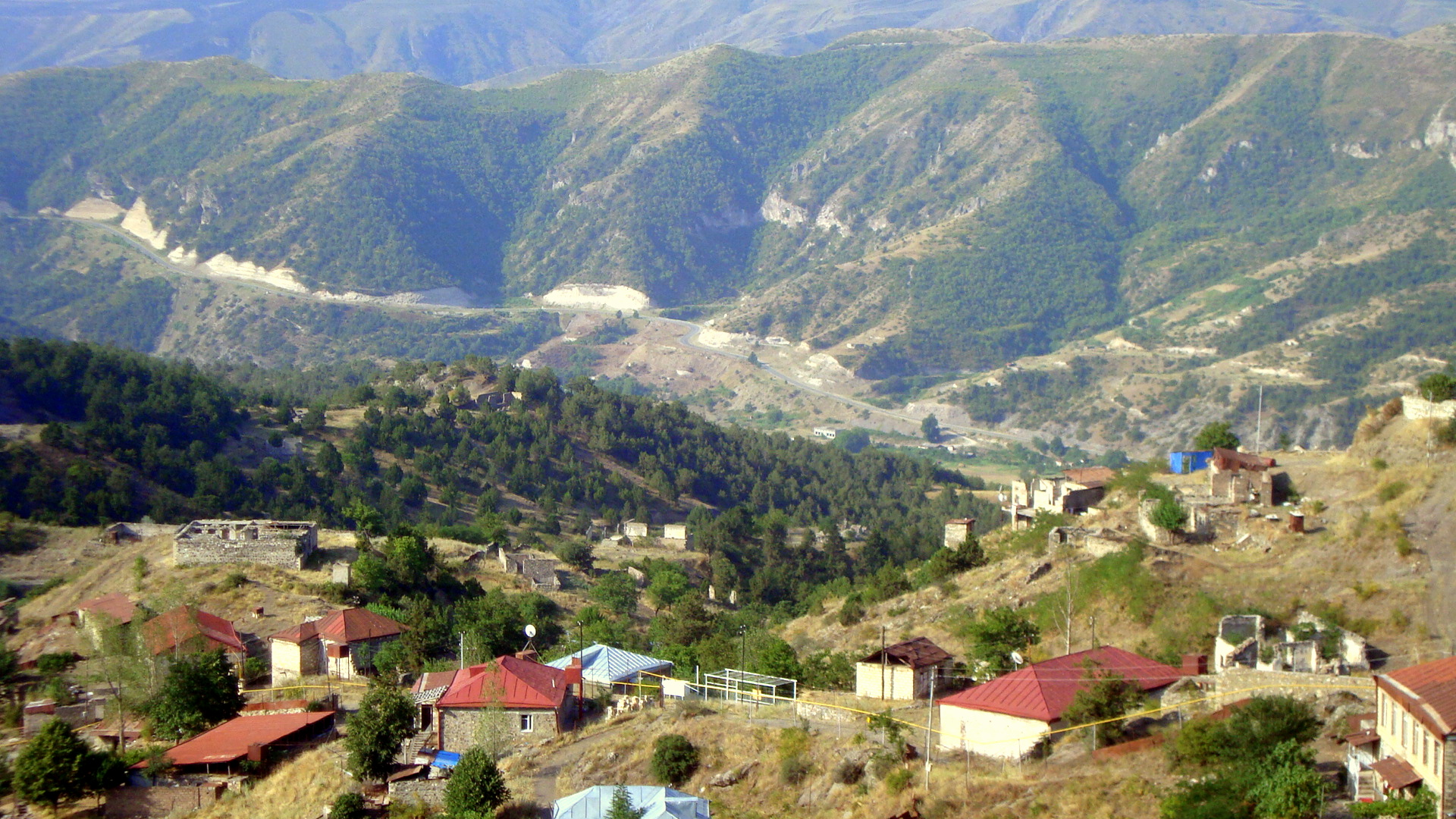
Panorama
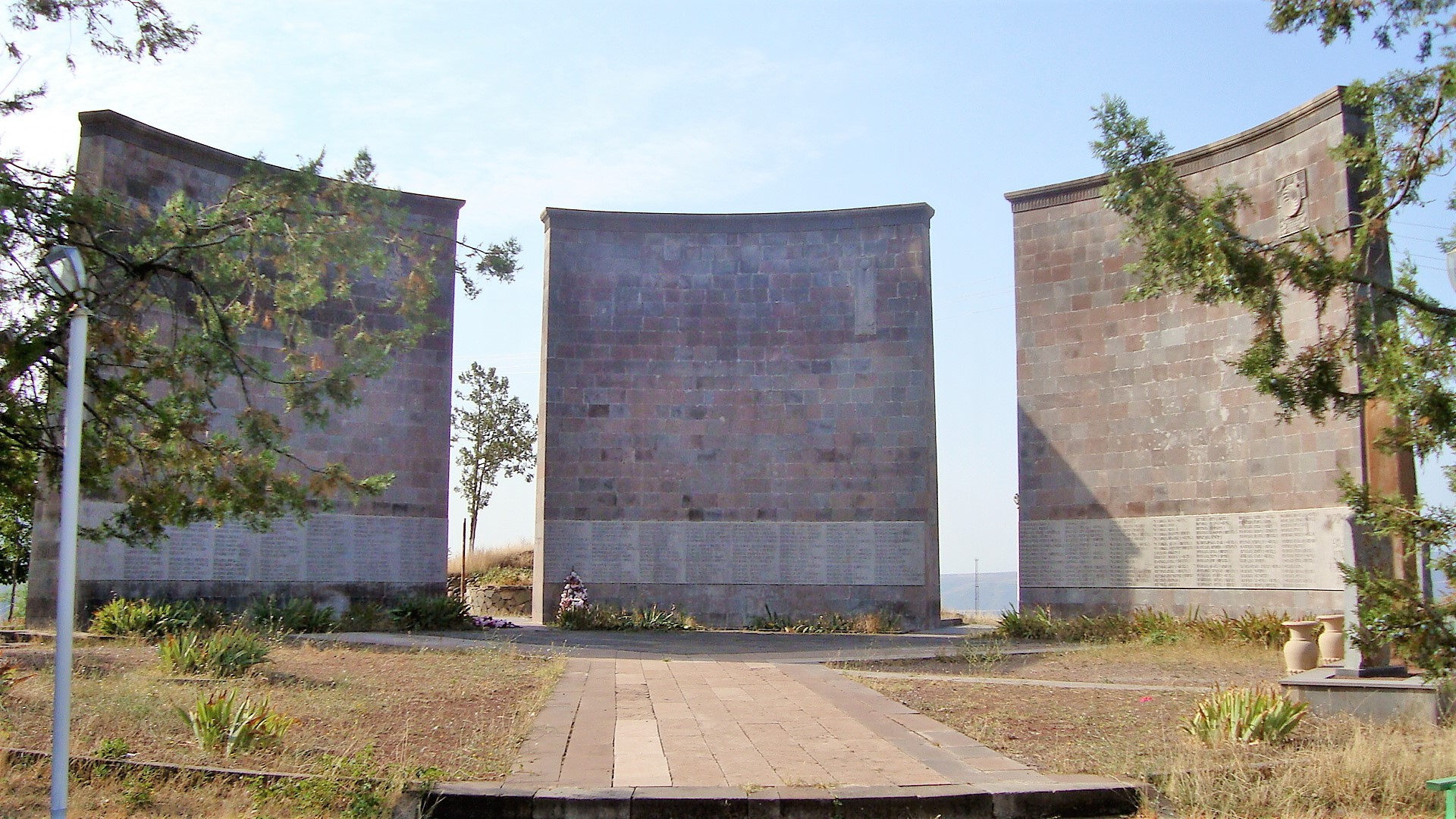
Monumento ai liberatori dell'Artsakh
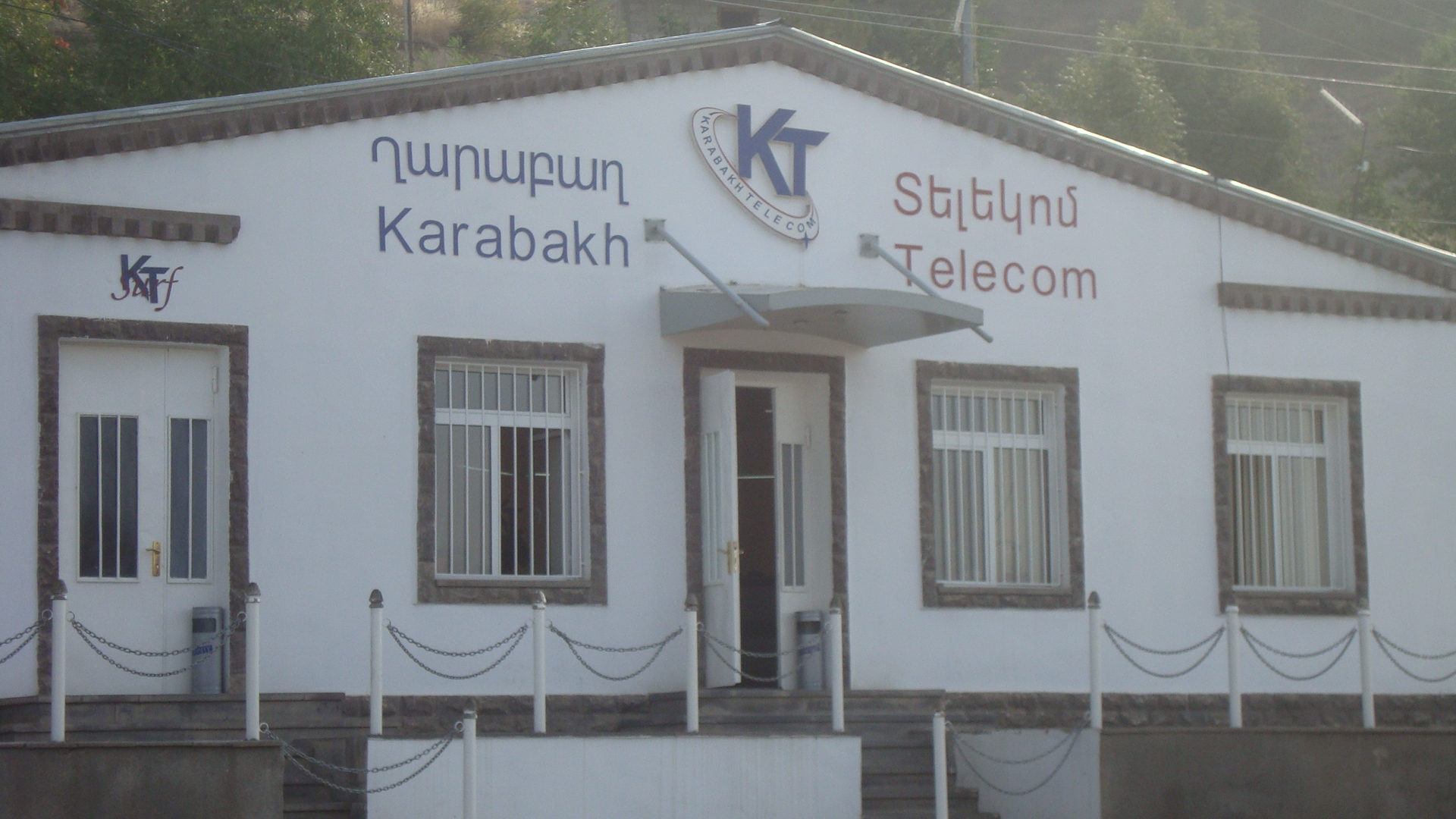
La sede di Karabakh Telecom
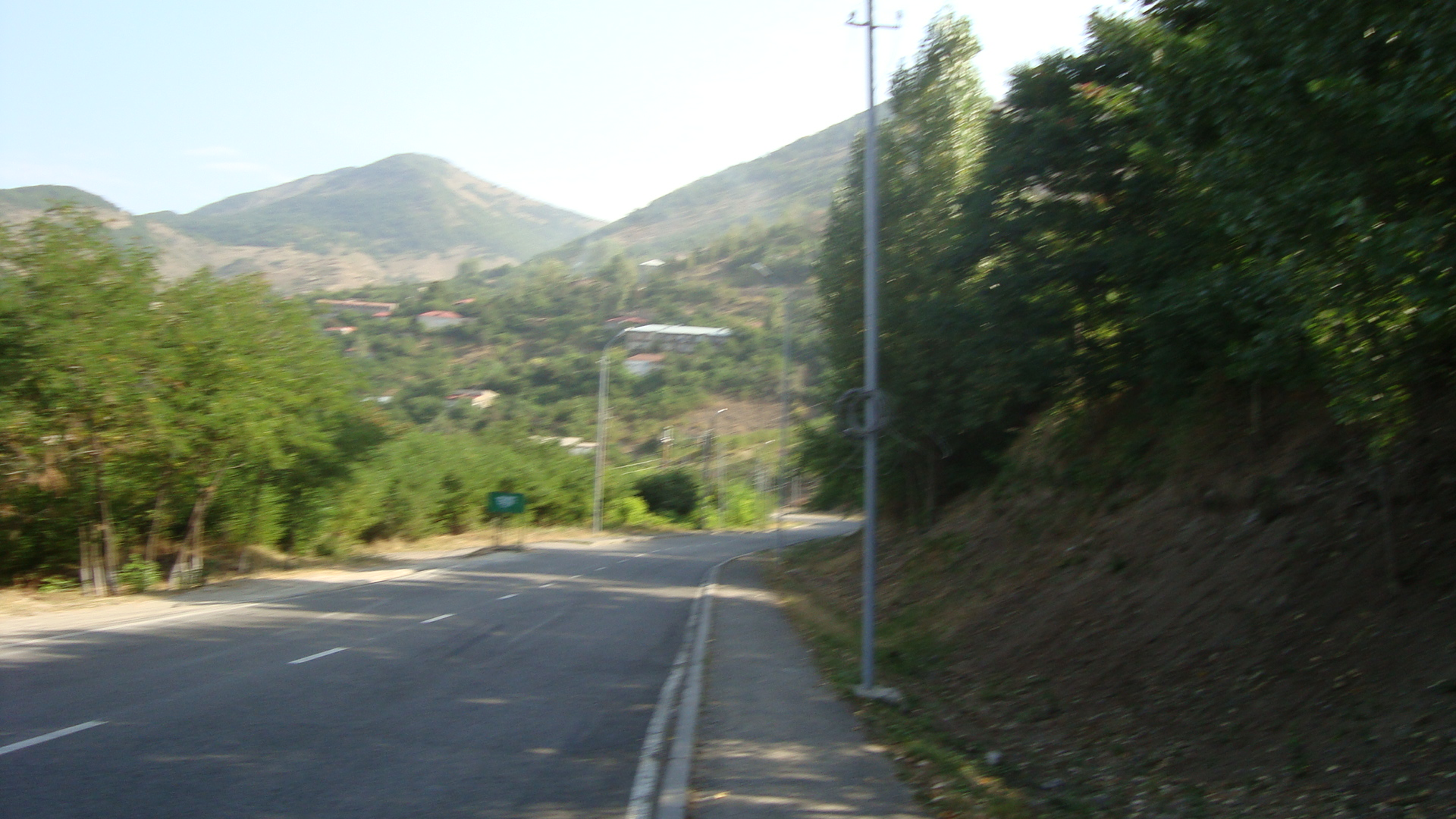
Strada statale
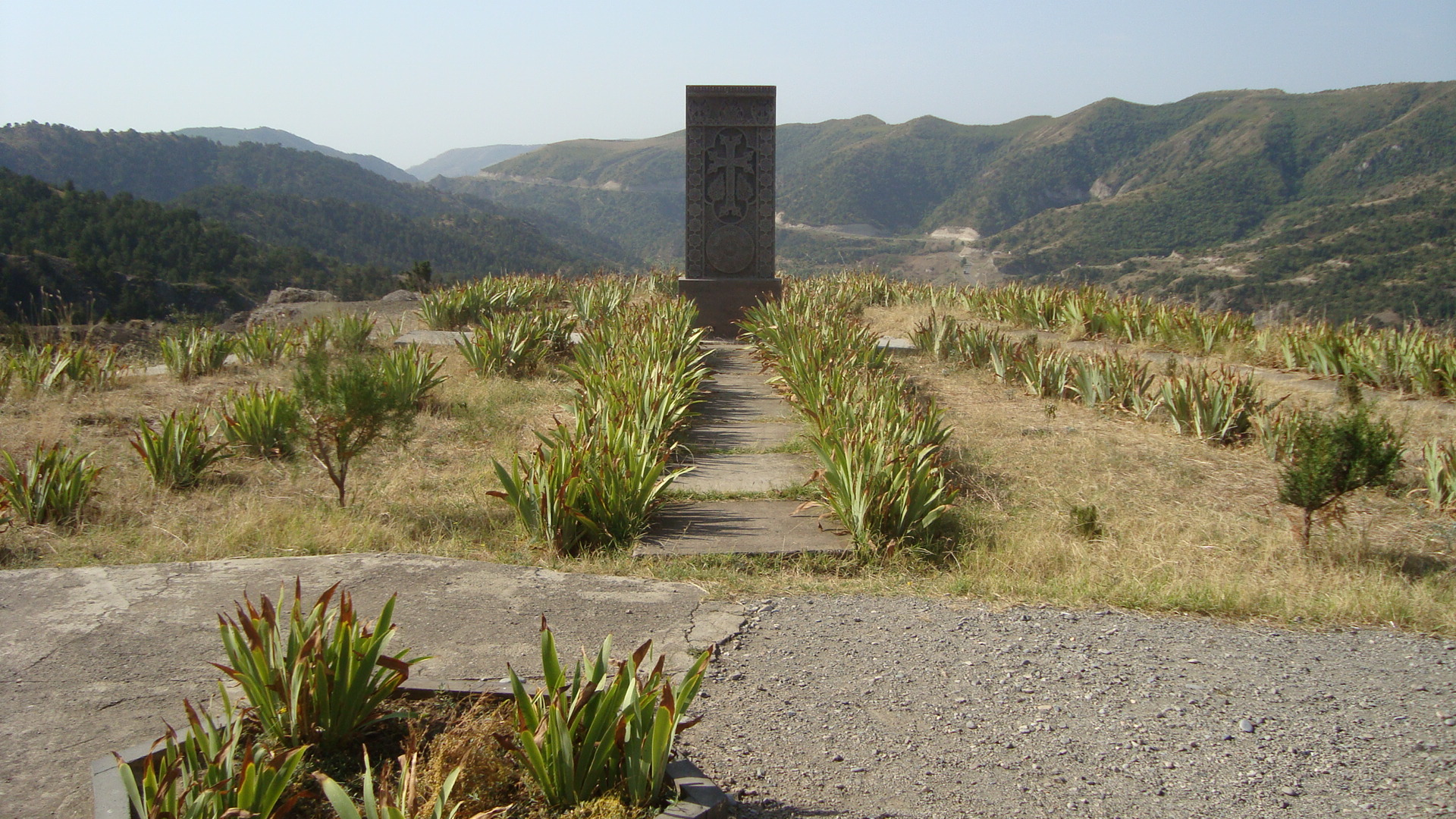
Un kachkar dedicato alle vittime del genocidio degli armeni
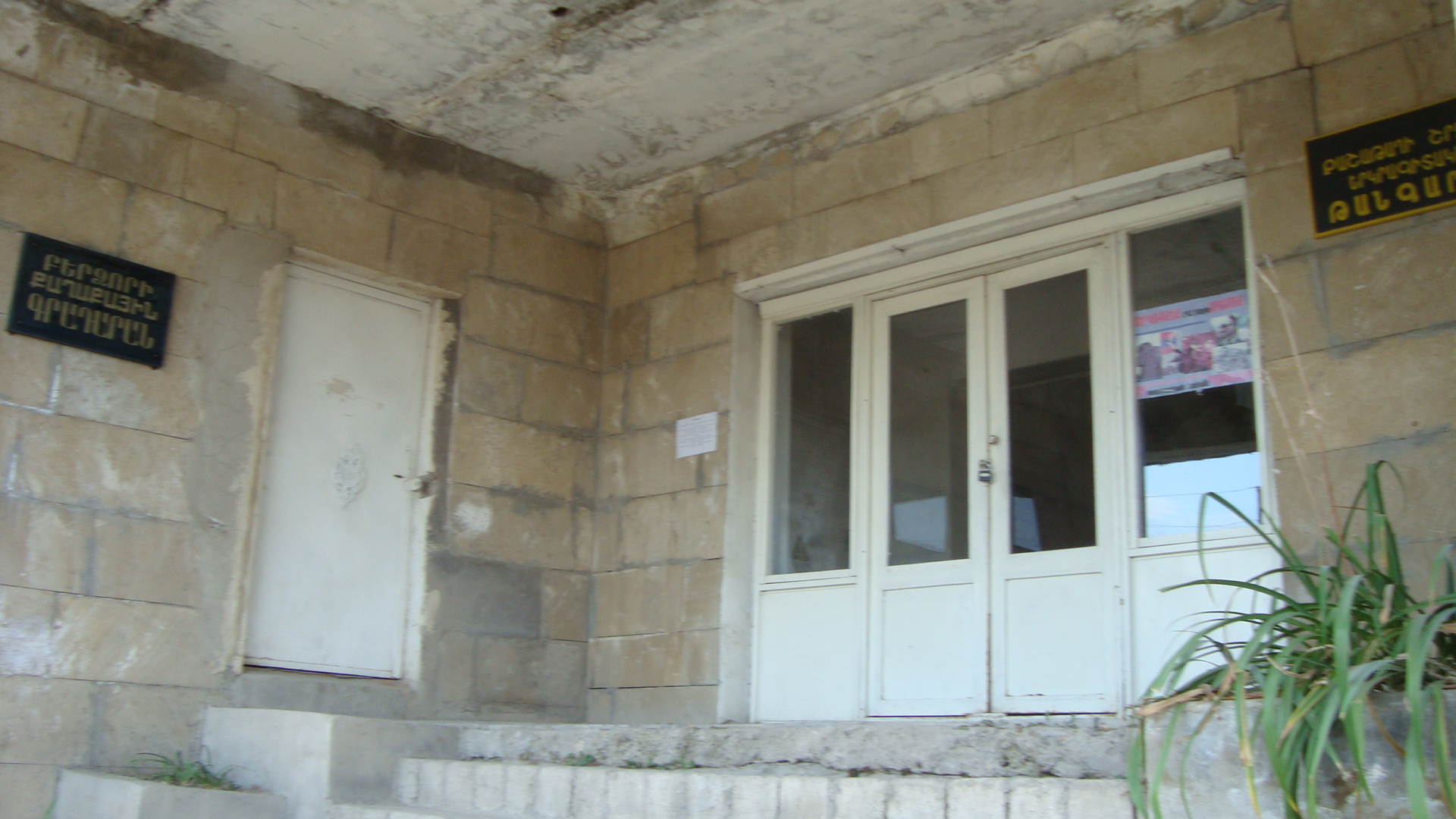
Biblioteca e museo
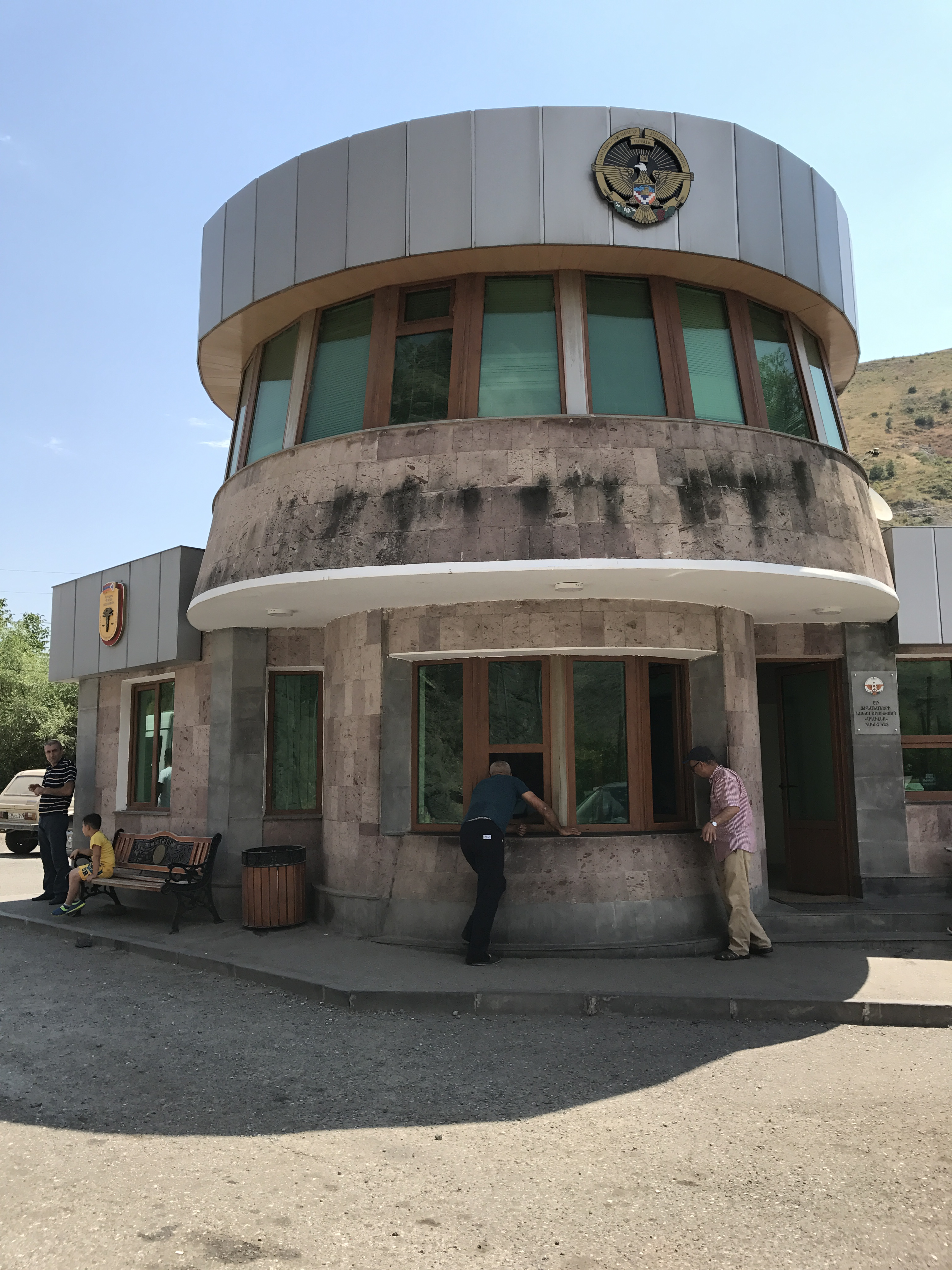
Torretta di controllo alla frontiera tra Armenia e Azerbaigian, poco distante da Laçın